# Coelichneumon nigroindicum
Coelichneumon nigroindicum là một loài tò vò trong họ Ichneumonidae.